# Matko Kovačević
Matko Kovačević (Uskoplje, svibnja 1935. – Sarajevo, 31. siječnja 2014.), bosanskohercegovački povjesničar, arhivist i kulturni djelatnik.

## Životopis
Rođen je 1935. godine u Uskoplju u katoličkoj, hrvatskoj obitelji koja potječe iz srednjovjekovne župe Uskoplje. Gimnaziju je 1955. godine završio u Travniku, a diplomirao je 1960. na Filozofskom fakultetu u Sarajevu. Osam je godina bio ravnatelj Doma kulture u Novom Travniku, a šest godina bio je ravnatelj škole. U okviru Doma kulture osnovao je 1969. godine Osnovnu glazbenu školu koja s kraćim prekidom za vrijeme rata radi i danas. U Sarajevo dolazi 1976. kada postaje tajnik Komisije za obrazovanje, znanost, kulturu i informiranje VSS BiH. Nakon toga radi u Državnom arhivu BiH čijim ravnateljem postaje 1982. godine odlukom skupštine SR BiH. Tijekom ratnih događanja sa svojim suradnicima dao je veliki doprinos u očuvanju arhivske građe.  Imao je zvanje arhivskog savjetnika.
Nakon obnavljanja rada, uključuje se u Hrvatsko kulturno društvo Napredak gdje je jedno vrijeme obnašao dužnost dopredsjednika. Pomogao je obnovu i rad uskopaljske podružnice Napretka. Osim Napretka, bio je član sarajevskog ogranka Matice hrvatske, Hrvatskog društva za znanost i umjetnost te član Hrvatskoga planinarskog društva Bjelašnica 1923.

## Djela
- Kultura rada, 1980.[1]
- 60 godina Arhiva Bosne i Hercegovine (1947-2007), 2007. (s Sejdalijom Gušićem)[2]
- Staze gordog hoda, 2013.[4]

Radove je objavljivao u brojnim stručnim časopisima.